# Milan Spasojević
Milan Spasojević (né le 15 mars 1950 à Niš) est un athlète yougoslave, spécialiste du triple saut.
Il participe aux Jeux olympiques de 1972 et à ceux de 1980. Il remporte le titre lors des Jeux méditerranéens de 1971.